# Simaninggir Sip
Simaninggir Sip is een bestuurslaag in het regentschap Padang Lawas Utara van de provincie Noord-Sumatra, Indonesië. Simaninggir Sip telt 143 inwoners (volkstelling 2010).